# Imma dioptrias
Imma dioptrias is een vlinder uit de familie van de Immidae. De wetenschappelijke naam van de soort is voor het eerst geldig gepubliceerd in 1906 door Edward Meyrick.